# Phyllophaga rubiginosa
Phyllophaga rubiginosa är en skalbaggsart som beskrevs av Leconte 1856. Phyllophaga rubiginosa ingår i släktet Phyllophaga och familjen Melolonthidae. Inga underarter finns listade i Catalogue of Life.